# Winika
Winika is een monotypisch geslacht met slechts één soort orchidee uit de onderfamilie Epidendroideae. Het geslacht is afgesplitst van Dendrobium.
Winika cunninghamii is een epifytische orchidee, die endemisch is in de regenwouden van Nieuw-Zeeland.

## Naamgeving en etymologie
De botanische naam Winika is de oorspronkelijke naam die de Maori aan deze orchidee gaven.

## Kenmerken
Winika cunninghamii is een epifytische planten met rode bamboe-achtige stengels, en 1,5 cm grote witte bloemen die in de zomer en het vroege najaar in bloei staan.

## Habitat en verspreiding
Winika cunninghamii groeit op bomen in het regenwoud op de Nieuw-Zeelandse eilanden Noordereiland, Zuidereiland, Stewarteiland en de Chathameilanden.

## Taxonomie
Het geslacht is monotypisch, telt slechts één soort. Het is nauw verwant aan het geslacht Dendrobium, en daarvan afgesplitst in 2003 door Clements.
- Winika cunninghamii  (Lindl.) M.A.Clem., D.L.Jones & Molloy (1997)